# 圣塞味利圣索西奥堂
圣塞味利圣索西奥堂（Santi Severino e Sossio）是一座天主教教堂，位于意大利那不勒斯的巴托洛梅奥·卡帕索街（via Bartolommeo Capasso）。
该堂附属于该城最古老的修道院之一，从1835年开始，那不勒斯国家档案馆设于此处。它由本笃会创建于十世纪，但当时撒拉逊人的袭击，迫使他们放弃了位于皮佐法尔科内山上的老修道院，带着圣塞味利的圣髑离开。904年，他们又得到了与圣雅纳略同时殉道的圣索西奥的圣髑。这些圣髑一直保存在此直到1808年，然后送往弗拉塔马焦雷的圣索西奥圣殿。
1490年，这座教堂由来自卡拉布里亚的建筑师乔瓦尼·弗朗切斯科·莫尔曼多奠基，16世纪由乔瓦尼·弗朗切斯科·迪帕尔马建成。建于1561年的穹顶是那不勒斯最早的穹顶之一，由佛罗伦萨建筑师西格斯蒙多·迪·乔瓦尼设计。

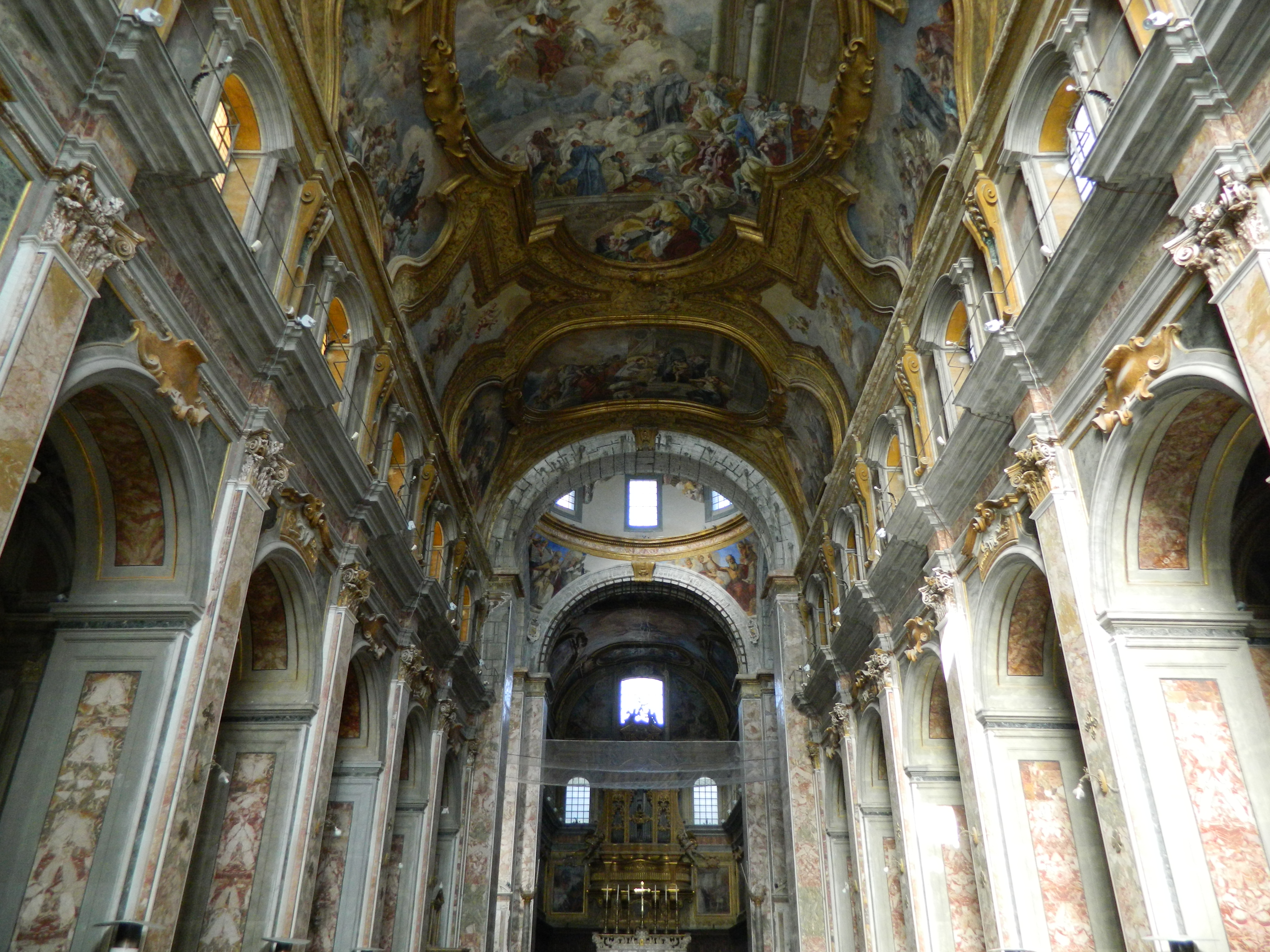
内部

穹顶的湿壁画（1566年）现已丢失，最初是由佛兰芒画家巴勃罗或保罗·舍珀斯绘制。活跃在该堂的画家来自各地，包括锡耶纳的马可·皮诺、布雷西亚的本维努托·托泰利、罗马的巴托洛梅奥·基亚里尼、贝加莫的科西莫·范扎戈，以及卡拉拉的法布里齐奥·迪·吉多， 最后一位画家活跃在美第奇小堂。
托斯卡纳艺术家居住在那不勒斯，有着悠久的传统，16世纪一批卡拉拉的工匠大师的到来激发了他们。当时那不勒斯已经有一大批托斯卡纳商人和金融家。例如，安东尼奥·皮科洛米尼利用斯特罗齐家族谈判，让安东尼奥·罗塞利诺和贝内代托·达马亚诺参与装饰伦巴第的圣亚纳堂（Sant'Anna dei Lombardi）的皮科洛米尼小堂。此外，蒂诺·迪·卡马伊诺和乔托显然在安格文的赞助下访问了那不勒斯。
圣塞味利圣索西奥堂的小堂的装饰遵循文艺复兴晚期那不勒斯小堂所常见的图案：倾斜的人物嵌入拱形的城堡内，大幅祭坛画，两侧也是绘画。
木制唱经席（1573 年）由本维努托·托泰利·达·布雷西亚设计， 成为意大利南部的榜样。事实上，来自巴勒莫的本笃会圣玛尔定修道院的修士要求一个唱经席。它还影响了其他唱经席，包括于1583年由乔万·洛伦佐·阿尔巴诺完成的大圣保禄圣殿（San Paolo Maggiore，在上次战争中被毁），马蒂诺·米利奥雷（Martino Migliore）在福米耶洛圣加大肋纳堂（Santa Caterina a Formiello）和卡波纳波利恩宠圣母堂（Santa Maria delle Grazie Maggiore a Caponapoli）的祭衣间的作品, 最后是马坎托尼奥·费拉罗（Marcantonio Ferraro）设计的圣宗徒堂（Santi Apostoli）、新圣母堂（Santa Maria la Nova）和那不勒斯主教座堂（1616年）的唱经席。
18世纪，乔瓦尼·德尔·盖佐（Giovanni del Gaizo）继续建造，他使用乔万·巴蒂斯塔·瑙克莱里奥（Giovan Battista Nauclerio）的设计完成了立面。当本笃会于1799年被驱逐时，修道院被圣教军（Sanfedisti）修会占据，并在1813年成为玛丽娜学院（collegio di Marina）。1835年，它成为国家档案馆，直至今日。

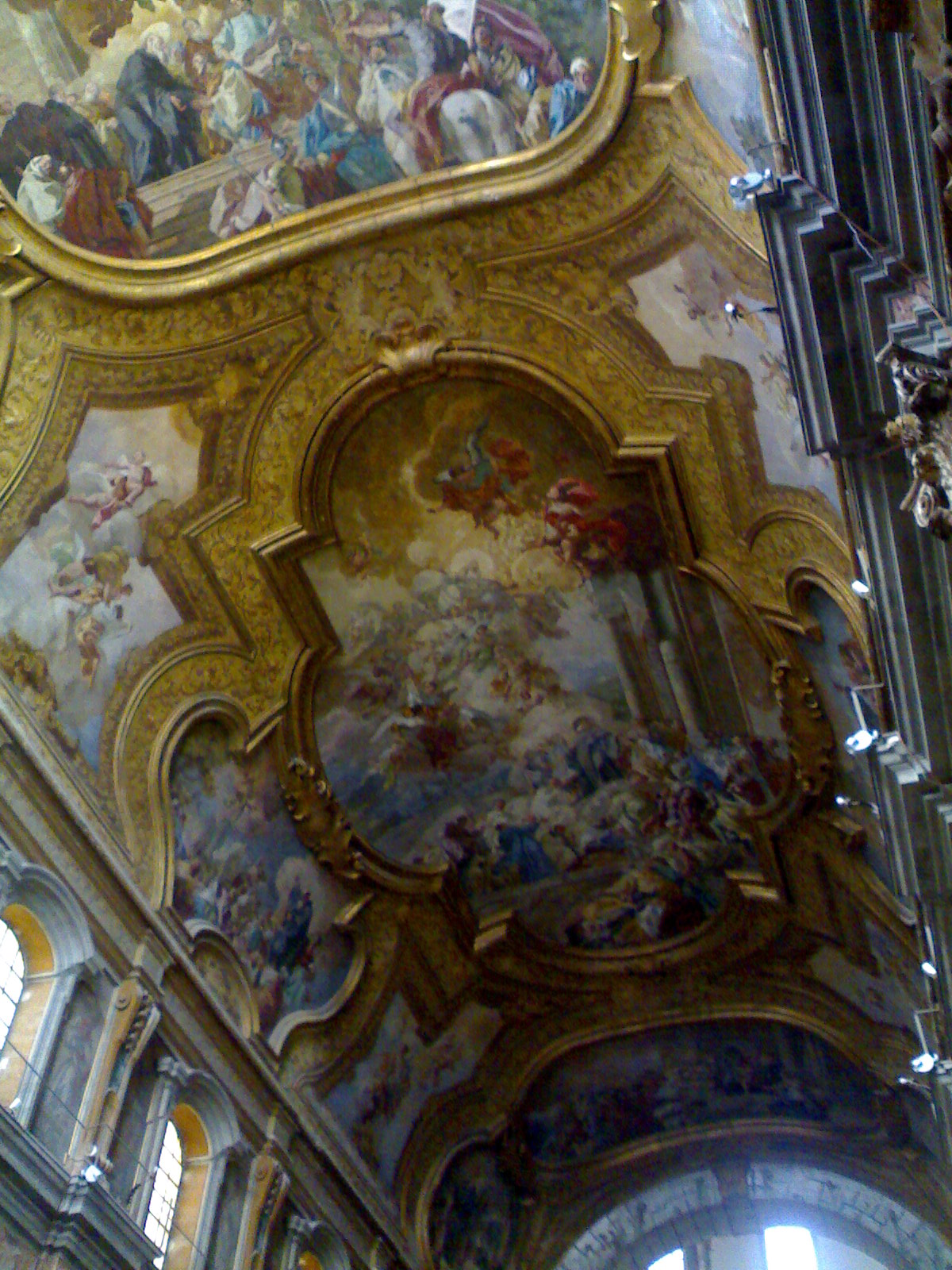
天花板

教堂正祭台的后殿和司祭席的栏杆（1640年）是由科西莫·范扎戈制作和设计的。1783年，正祭台由贾科莫·马佐蒂（Giacomo Mazzotti）改造，地板可追溯到1697年。
教堂为拉丁十字平面，两侧各有7个小堂，后殿为长方形。中殿湿壁画和油画 由弗朗切斯科·德·穆拉（Francesco de Mura）绘制, 而横向小堂则包括画家马可·皮诺（Marco Pino）和那不勒斯雕塑家乔瓦尼·达诺拉（Giovanni da Nola）的作品。值得注意的是，是卡米洛·德·美第奇（Camillo de' Medici）墓, 由吉罗拉莫·德奥里亚（Girolamo D'Auria）在16世纪末完成。通过祭衣间可以到达下层教堂，以文艺复兴风格建造和装饰，由莫曼多完成（Giovanni Francesco Mormando）。

## 小堂

### 右侧
右侧的小堂大部分在16世纪中后期完工，只是已经多次易主。
第一小堂，1550年属于骑士安尼巴莱·马斯托吉乌迪斯，在1576年成为热那亚的克里斯托法罗格里马尔迪的财产。
第二小堂于1545年由吉安卡洛·卡萨诺瓦买下，1591年传给普罗斯佩罗·图塔维拉。
第三个小堂最初在1541年由索伦托的贵族和律师、皇家顾问团主席马里诺·马斯托吉乌迪斯拥有。1551年归属萨利塞蒂家族，1568 年又归属法比奥·乔达诺家族。 
第四座小堂在1559年属于吉安南德雷亚（Giannandrea），到1561年属于奥塔维亚诺·德·柯蒂斯（Ottaviano de Curtis）。
第五小堂被分配给律师蒂诺·吉安费利斯·斯卡拉里昂（Teano Gianfelice Scalaleone），  到1598年，热那亚律师弗朗切斯科·马萨（Francesco Massa）。
第六个小堂于1549年分配给诺拉的律师弗朗切斯科·阿尔贝蒂尼 （Francesco Albertini）。
教堂下面是乔万·巴蒂斯塔·西卡罗的坟墓（c. 1507–1512），曾被认为是乔瓦尼·达·诺拉（Giovanni da Nola）或西班牙雕塑家（彼得罗·德拉·普拉塔Pietro della Plata）的作品 但后来的学者认为是安德里亚·费鲁奇·达·菲索莱（Andrea Ferrucci da Fiesole）和巴托洛梅·奥尔迪内斯（Bartolomé Ordóñez）的作品。

### 左侧
美第奇格拉尼亚诺小堂（Chapel of Medici di Gragnano）内有卡米洛·德美第奇Camillo de' Medici墓（1596年）, 在那不勒斯的小堂中,首先采用华丽的托斯卡纳风格进行装饰，不仅在地面，而且在而且在墙壁上，都使用多色镶嵌。小堂和纪念碑是吉罗拉莫·德奥里亚（Girolamo D'Auria）和法布里齐奥·迪·吉多（Fabrizio di Guido）的作品。
这个小堂在中殿左侧。

### 后殿小堂
在正祭台的两侧，是桑塞韦里诺小堂（Sanseverino chapel）和吉罗拉莫·格苏阿尔多小堂（chapel of Girolamo Gesualdo）。它们装饰于15世纪中期， 在1567年教堂完工之前。
桑塞韦里诺小堂（Sanseverino Chapel）供奉基督的身体，由萨波纳拉伯爵夫人伊波利塔德蒙蒂创建，作为家族的墓地。她和她被谋杀的三个年幼的孩子都埋葬在这里。小堂内有纹章、奖章和和铭文,纪念家族成员：勇士亚历山德罗·德蒙蒂（1622年6月22日逝世）、朱莉亚·德·蒙蒂（1715年由儿子劳里亚诺公爵格罗尼莫·德·蒙蒂-桑费利切埋葬于此，他生活在18世纪上半叶）；里奇亚王子和拉亚侯爵萨尔瓦托雷·卡普阿-桑塞韦里诺，于1858年去世。 小堂的古典主义拱门模仿伦巴第的圣亚纳堂（Sant'Anna dei Lombardi）的横向小堂，两年后，佛罗伦萨艺术家引入了托斯卡纳口味：华丽的装饰，湿壁画和灰泥图案。
在16世纪的地面上，有许多个坟墓，墓主包括贝利萨里奥·科伦齐奥（Belisario Corenzio）,他在为这座教堂的拱顶绘制湿壁画时，从脚手架上摔下来身亡。 在1731年地震中，大部分天花板坍塌，弗朗切斯科·德·穆拉（Francesco De Mura）重新绘制了湿壁画，他还绘制了反立面（1739年）。 而乔瓦尼·保罗·梅尔基奥里（Giovanni Paolo Melchiorri）绘制了唱经楼的天花板《圣本笃的荣耀》。 中殿的灰泥装饰由朱塞佩·斯卡罗拉（Giuseppe Scarola）完成。祭衣间保存了奥诺弗里奥·德·莱昂（Onofrio De Lione）的系列壁画，他是安德烈·德·莱昂（Andrea De Lione）的兄弟、科伦齐奥的学生。奥诺弗里奥（Onofrio）画了 "旧约场景"（1651年）。湿壁画《天主圣三》是由科伦齐奥（Belisario Corenzio）画的。
教堂有三个回廊：
- 第一个，称为大蕉回廊（Chiostro del Platano），大蕉树传说是由圣本笃种植，其叶子有治病的功效。大蕉树已在1959年砍伐，当时树干的周长实测为8.45米。门廊最初的柱子已被壁柱所取代，安东尼奥·索拉里奥的湿壁画描绘 圣本笃的生活场景。
- 第二个，称为初学回廊（Chiostro del Noviziato），建于15世纪，矩形平面，30个拱由石柱支撑。1803年，楼上被改建为两层建筑，以容纳一所学校。在中心矗立着巴托洛梅奥·卡帕索的半身像。
- 第三个， 被称为大理石回廊（Chiostro di Marmo）， 建于 1500 年代。回廊的拱门由白色卡拉拉大理石柱支撑。